# Bornmuellera petri
Bornmuellera petri là một loài thực vật có hoa trong họ Cải. Loài này được Greuter., Charpin & Dittrich mô tả khoa học đầu tiên năm 1975.